# Tucker Martine
Tucker Martine (14 gennaio 1972) è un produttore discografico, musicista e compositore statunitense.

## Biografia
Figlio della cantante Layng Martine Jr., ha trascorso l'adolescenza a Nashville (Tennessee), dove ha suonato in diverse band, prima di trasferirsi a Boulder (Colorado). Qui ha iniziato l'attività di DJ.
Nel 1993 si è spostato a Seattle (Washington).
Nel 2007 ha ricevuto una nomination ai Grammy nella categoria "best engineered album".
Come musicista e compositore ha pubblicato alcuni album sotto lo pseudonimo Mount Analog o Mylab (in collaborazione con Wayne Horvitz) e l'Orchestra Dim Bridges (con Eyvind Kang).

## Artisti con cui ha lavorato
- The Decemberists
- Danny Barnes
- Marco Benevento
- Clare Burson
- Farmer Not So John
- Bill Frisell
- Laura Gibson
- Camera Obscura
- Neko Case
- Heather Greene
- Eyvind Kang
- Johanna Kunin
- L.A.K.E.
- Lau
- The Long Winters
- Erin McKeown
- Mudhoney
- Musée Mécanique
- My Morning Jacket
- Thao Nguyen and The Get Down Stay Down
- Beth Orton
- R.E.M.
- Sufjan Stevens
- Jesse Sykes
- Tracker
- Transmissionary Six
- United Schach Corporation
- Laura Veirs
- Abigail Washburn
- Jim White
- Zeke
- The Scallywags
- Jars of Clay
- Aoife O'Donovan
- Robert Fripp

## Discografia

### Come Tucker Martine
- Eat the Dream: Moroccan Reveries (1994)
- Broken Hearted Dragonflies: Insect Electronica from Southeast Asia (2005)
- Bush Taxi Mali (1998)
- Orchestra Dim Bridges with Eyvind Kang (2004)

### Come Floratone
- Floratone (2007)
- Floratone II (2012)

### Con Wayne Horvitz
- 4+1 Ensemble (Intution, 1996 [1998])
- From a Window (Avant, 2000)
- Mylab (2004)

### Come Mount Analog
- Mount Analog (1997)
- New Skin (2004)